# Li Ying (Fußballspielerin, 1973)
Li Ying (chinesisch 李影, Pinyin Lǐ Yǐng; * 21. Oktober 1973) ist eine ehemalige chinesische Fußballspielerin.

## Karriere

### Nationalmannschaft
Mit der chinesischen A-Nationalmannschaft nahm sie an der Weltmeisterschaft 1995 teil. Jedoch sind von ihr bei diesem Turnier keine Einsätze bekannt.